# Ле Брисуа Денуартерр, Густав
Густав Ле Брисуа Денуартерр (фр. Gustave Le Brisoys Desnoireterres; 20 июня 1817, Байё, Кальвадос Нормандия Франция — 14 января 1892) — французский писатель и критик.

## Творчество
Автор романов и историко-критических сочинений. Исследовал творчество Вольтера и Бальзака.

## Избранные произведения
Романы
- «Le pensionnaire et l’artiste»,
- «La chambre noire»,
- «Entre deux amours» (1853),
- «Les talons rouges» (1853)

Историко-критические сочинения
- «Cours galantes» (1859—1864),
- «Voltaire et la société française au XVIII siècle» (1867—1876),
- «Monsieur de Balzac» (1851),
- «Intérieurs de Voltaire» (1855),
- «Grimod de la Reynière et son groupe» (1877),
- «La comédie satirique au XVIII s.» (1884),
- «Le chevalier Dorat et les poètes légers au XVIII s.» (1887) и др.